# 화이트 좀비
《화이트 좀비》(영어: White Zombie)는 미국에서 제작된 빅터 핼퍼린 감독의 1932년 프리코드 독립 공포 영화이다. 벨라 루고시 등이 출연하였고, 에드워드 핼퍼린 등이 제작에 참여하였다.
이 영화는 최초의 장편 좀비 영화로 간주된다. 일부 평론가들은 이 영화를 밸 루턴의 1940년대 공포 영화 작품들과 비교하였다.
1936년 후속작 《좀비들의 복수》(Revolt of the Zombie)가 개봉하였다.

## 줄거리
1932년. 매들린 쇼트는 아이티에서 약혼자 닐 파커와 재회한다. 하지만 매들린을 사랑하게 된 플랜테이션 농장주 찰스 보몬트는 매들린이 닐 대신 자신과 결혼하길 원한다. 이에 찰스는 역시 농장주이며 사악한 부두술사인 "머더" 러잔드러의 초능력을 빌리려 한다. 찰스는 머더가 좀비들을 일꾼으로 부리고 있는 사탕수수 공장에서 머더와 밀회를 갖는다. 머더는 미약으로 매들린을 좀비로 만드는 것을 유일한 방법으로 제시한다.
머더가 매들린과 닐의 결혼식 직후 매들린 형상으로 깎아낸 초를 태워 미약을 발동시키자 매들린이 바로 사망한다. 머더와 찰스는 무덤을 찾아 매들린을 좀비로 부활시킨다.
매들린의 유령을 본 닐은 매들린의 무덤을 찾고, 무덤이 비어있는 것을 발견한다. 닐은 선교사인 브루너 박사와 함께 머더의 성을 찾는다. 한편 자신의 선택을 후회한 찰스는 역시 머더의 좀비 주술에 걸리고 만다.
머더는 매들린에게 닐을 죽이라고 명령하지만 브루너가 매들린의 손을 잡아 칼을 떨어뜨리게 한다. 이어 브루노는 머더가 정신을 잃게 하여 닐을 죽이라는 명령을 받은 다른 좀비들에게 작용하고 있던 정신 지배를 무너뜨리고, 좀비들은 절벽으로 떨어진다. 머더는 깨어나지만 찰스가 절벽에서 떨어뜨려 죽이고, 균형을 잃은 찰스 본인도 떨어져 죽음을 맞이한다. 머더의 죽음으로 좀비 상태에서 풀려난 매들린은 닐과 껴안는다.

## 출연
- 벨라 루고시 - "머더" 러잔드러(르장드르) 역
- 매지 벨러미 - 매들린 쇼트 역
- 조지프 코손 - 브루너 박사 역
- 로버트 프레이저 - 찰스 보몬트(샤를 보몽) 역
- 존 해런 - 닐 파커 역
- 브랜던 허스트 - 실버 역
- 조지 버 매캐넌
- 클래런스 뮤즈
- 프레더릭 피터스
- 댄 크리민스